# Premio Nacional de Arte Pablo Zelaya Sierra
El Premio Nacional de Arte Pablo Zelaya Sierra fue creado junto a los Premios Nacionales de Ciencia y Literatura, por el Gobierno de la república de Honduras, mediante Decreto Legislativo n.º 100 con fecha 11 de octubre de 1967.

## Ceremonia
El Premio Nacional de Arte Pablo Zelaya Sierra se otorga anualmente por el presidente, a aquellas personas cuyos trabajos en los ámbitos de la Ciencia, el Arte y la Literatura tengan trascendencia nacional e internacional.
Los Premios se entregan en el Teatro Nacional Manuel Bonilla de la ciudad de Tegucigalpa, M.D.C., en el mes de septiembre y son auspiciados por la Unidad de Proyectos Cívicos y de Educación para Emergencias de la Secretaría de Educación Pública de Honduras, Casa Presidencial y la Secretaría de Cultura, Artes y Deportes de Honduras.
El nombre del premio se lleva en honor del maestro pintor Pablo Zelaya Sierra (1896-1933), considerado el Padre de la Pintura en Honduras.

## Categorías
El Premio Nacional de Arte Pablo Zelaya Sierra, es otorgado a las obras del área de la pintura, escultura, música, teatro, folclore, artes Plásticas, música folclórica,  arte y literatura, y poesía que contribuyan a la elevación espiritual, moral y cultural.
Solamente hay un ganador anualmente, no hay ganadores en anuales en las diversas categorías.
Igualmente, el Centro Cultural de España en Tegucigalpa dedicó en 1991 la II Antología de las Artes Plásticas de Honduras a “Pablo Zelaya Sierra”.

## Algunos galardonados
| Año  | Ganador                       | Categoría         |
| ---- | ----------------------------- | ----------------- |
| 1954 | Miguel Ángel Ruiz Matute      | Pintura           |
| 1955 | José Antonio Velásquez        | Pintura           |
| 1956 | Gelasio Giménez               | Pintura           |
| 1966 | Exequiel Padilla Ayestas      | Pintura           |
| 1970 | Rafael Manzanares Aguilar     | Música folclórica |
| 1971 | Isabel Salgado                |                   |
| 1976 | Benigno Gómez López           | Pintura           |
| 1980 | Teresa Victoria Fortín Franco | Pintura           |
| 1982 | Mario Zamora Alcántara        | Escultura         |
| 1983 | Carlos Garay                  | Pintura           |
| 1984 | Dante Lazzaroni Andino        | Pintura           |
| 1992 | Virgilio Guardiola            | Pintura           |
| 2003 | Enrique Miralda               | Escultura         |
| 2007 | Felipe Burchard               | Pintura           |
| 2008 | Jesús Zelaya                  | Artes Plásticas   |
| 2009 | Gustavo Armijo                |                   |
| 2010 | Hermes Armijo Maltez          | Artes Plásticas   |
| 2011 | Rolando López Tróchez         | Arte y literatura |
| 2013 | Marlon Edgardo Flores         | Pintura           |
| 2014 | Miguel Rodríguez Gudiel       | Restauración      |

Otros premios, fecha desconocida:
En música:
- Francisco Medina
- Voces Universitarias de Honduras

En teatro:
- Lucy Ondina Matamoros

En 2014 el gobierno de Juan Orlando Hernández se eliminó la Secretaría de Cultura, Artes y Deportes de Honduras y se redujo su presupuesto en 40 millones de lempiras, debido a esto en 2014 no se entregaron ninguno de los tres premios a la cultura; Premio Nacional de Literatura Ramón Rosa, Premio Nacional de Ciencia José Cecilio del Valle ni el Premio Nacional de Arte Pablo Zelaya Sierra los cuales tenían un valor que no alcanzaba los 50 mil Lempiras, además se cerraron cientos de escuelas en lugar de abrir más debido al crecimiento de la población. Sin embargo su gobierno donó aproximadamente 1 millón de lempiras a la Asociación Protestante Mies Ministerio y le regaló la frecuencia 102.1 FM a la Iglesia católica de Honduras, dejando de percibir varios millones de Lempiras en impuestos.